# Expédition d'Abu Amir Al-Ashari
L’expédition d'Abu Amir Al-Ashari est une expédition de Mahomet qui se déroula en janvier 630 AD ou 8AH, 10e mois, du calendrier islamique, à Autas,,,.